# Venera Mannanova
Venera Gabdelnurovna Mannanova –en ruso, Венера Габдельнуровна Маннанова– (Taskent, URSS, 22 de julio de 1973–23 de octubre de 2016) fue una deportista rusa que compitió en halterofilia. Ganó dos medallas en el Campeonato Europeo de Halterofilia, plata en 2000 y bronce en 1994.

## Palmarés internacional
| Campeonato Europeo | Campeonato Europeo | Campeonato Europeo | Campeonato Europeo |
| Año                | Lugar              | Medalla            | Categoría          |
| ------------------ | ------------------ | ------------------ | ------------------ |
| 1994               | Roma (Italia)      | Medalla de bronce  | 83 kg              |
| 2000               | Sofía (Bulgaria)   | Medalla de plata   | 75 kg              |